# Teodoro Pantecnes
Teodoro Pantecnes (em grego: Θεόδωρος Παντέχνης; romaniz.: Theódoros Pantéchnes) foi um oficial sênior bizantino sob Manuel I (r. 1143–1180) e durante a regência de Aleixo II Comneno (r. 1180–1182). Ocupou o posto de mestre dos ecíacos, chefe do principal departamento fiscal do governo bizantino, continuamente de 1148 até 1182. Ao mesmo tempo, reteve uma sucessão de altos ofícios judiciais, começando como questor do palácio sagrado em 1164, avançando para diceódota cerca de 1166 e finalmente tornando-se eparca de Constantinopla em 1182.